# Bolszaja Muksałma
Bolszaja Muksałma (ros. Большая Муксалма) – wyspa w europejskiej części Rosji, w obwodzie archangielskim, na Morzu Białym. Należy do archipelagu Wysp Sołowieckich. Powierzchnia wyspy wynosi 17 km². W pobliżu leżą Wyspa Sołowiecka i Małaja Muksałma.
Cieśninę oddzielającą Muksałmę od Wyspy Sołowieckiej łączy zapora wybudowana między 1865 i 1871 przez mnichów z Monastyru Sołowieckiego. Mierzy ona 6,5 m.